# 燕頃侯
燕頃侯（？—前767年），中國西周時期燕國君主，姬姓，名已失載。燕侯之子。
燕釐侯三十六年（周宣王三十七年，前791年），釐侯薨。子頃侯初立。頃侯九年，周宣王崩。頃侯二十年（前771年），幽王為犬戎所殺，西周滅亡。。次年，周平王東遷洛陽。頃侯二十四年（周平王四年，前767年），頃侯薨，子燕哀侯即位。